# Herbert Vere Evatt

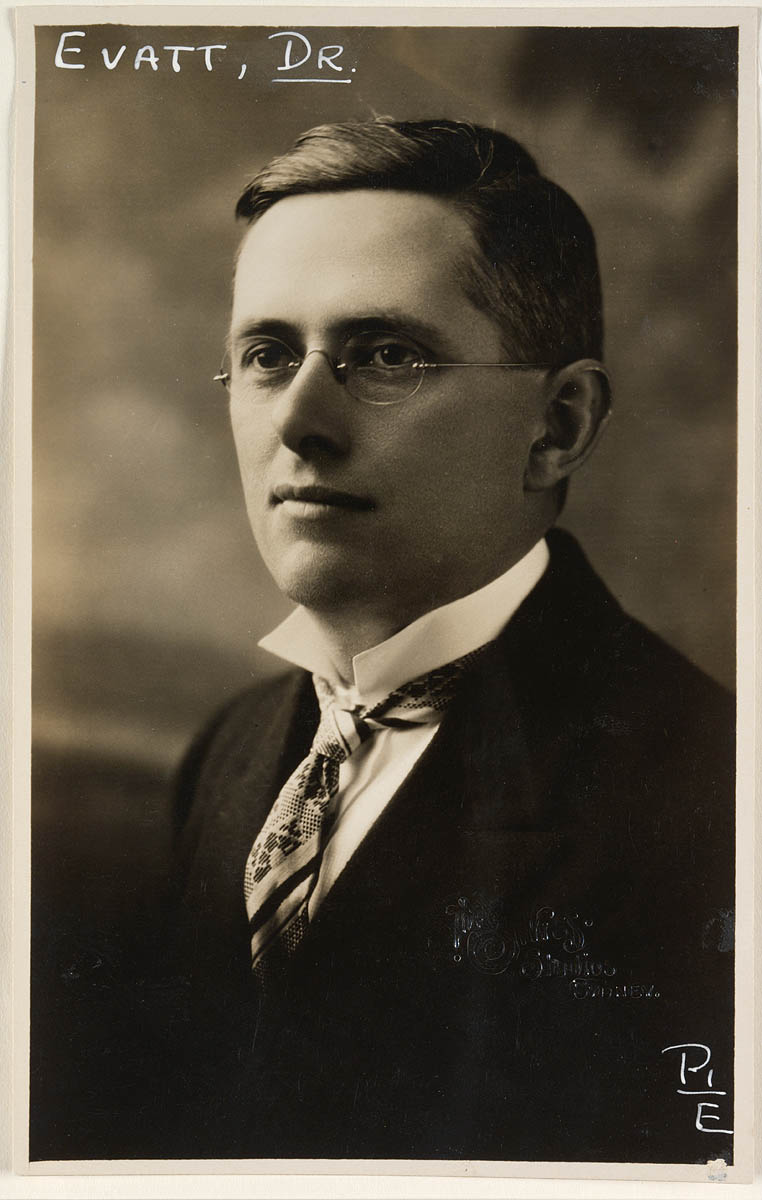
Herbert Vere Evatt.

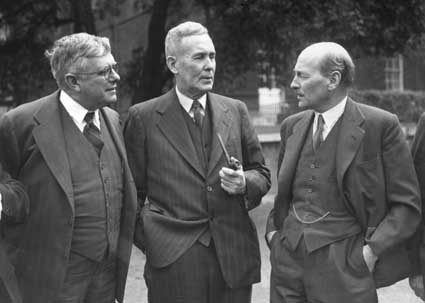
Evatt (links), Ben Chifley (Mitte), Clement Attlee (rechts).

Herbert Vere Evatt (* 30. April 1894 in East Maitland; † 2. November 1965 in Canberra) war ein australischer Politiker, Diplomat und Autor. Er war sowohl Justiz- als auch Außenminister seines Landes sowie Vorsitzender der Australian Labor Party und Präsident der UN-Generalversammlung.

## Leben
An der Universität von Sydney studierte Evatt Englisch, Mathematik und Philosophie. 1918 wurde er als Anwalt zugelassen und 1924 promovierte er in Sydney zum Doktor der Rechtswissenschaften. Etwa gleichzeitig dazu trat er in die Labor Party ein und wurde bereits 1925 ins Parlament der Provinz New South Wales gewählt. 1930 wurde er als bis dato jüngstes Mitglied an den High Court of Australia berufen.
1940 verließ er diesen, um Mitglied des australischen Parlaments zu werden. 1941 wurde er Justiz- und Außenminister in der Labor-Regierung von John Curtin.
Als solcher nahm er 1945 an der Konferenz von San Francisco teil und unterzeichnete dort die Charta der Vereinten Nationen für Australien. 1946 leitete er die australische Delegation der Pariser Friedenskonferenz. 1946 übernahm Evatt neben seinen Ministerämtern das Amt des Vizepremierministers.
Er war von 1946 bis 1948 Chef der australischen Delegationen bei der UNO. Evatt stand dem Ad Hoc Committee on the Palestinian Question vor, das die UN-Generalversammlung am 23. September 1947 ins Leben rief. Das Komitee entwickelte zwei Vorschläge für die Zukunft Palästinas, eine Ein-Staat-Lösung und eine Zweistaatenlösung, welch letztere die Mehrheit der UN-Mitglieder am 29. November 1947 als UN-Teilungsplan für Palästina beschloss. In der dritten Sitzungsperiode 1948 war er Präsident der UN-Generalversammlung.
Er leitete auch die UN-Atomenergie-Kommission.
Nach dem Ende der Labor-Regierung 1949 blieb er stellvertretender Labor-Vorsitzender und übernahm nach dem Tod Ben Chifleys den Parteivorsitz sowie die Rolle des Oppositionsführers, was er bis 1960 blieb.

## Ehrungen
1950 wurde Evatt in die American Academy of Arts and Sciences gewählt.
Nach Evatt sind der Vorort Evatt der australischen Hauptstadt Canberra sowie die Evatt Foundation, ein der australischen Labor-Partei nahestehendes Institut der Politikwissenschaften, benannt.

## Werke (Auswahl)
- The Royal Prerogative, 1930
- The King and His Dominion Governors, 1936
- Rum Rebellion: A Study of the Overthrow of Governor Bligh by John Macarthur and the New South Wales Corps, 1943
- The United Nations, Cambridge 1948; deutsche Übersetzung: Die Vereinten Nationen. Übersetzer Hans G. Ficker, Frankfurt am Main 1951
- Australian Labour Leader: The Story of W.A. Holman and the Labour Movement, 1954